# IC 4689
IC 4689 је спирална галаксија у сазвјежђу Паун која се налази на листи објеката дубоког неба у Индекс каталогу.
Деклинација објекта је - 57° 44' 54" а ректасцензија 18h 13m 40,3s. Привидна величина (магнитуда) објекта IC 4689 износи 14,2 а фотографска магнитуда 15,1. IC 4689 је још познат и под ознакама ESO 140-11, FAIR 46, AM 1809-574, PGC 61604.